# Deutsche Fußballmeisterschaft 1936/37
Bei der 30. deutschen Meisterschaftssaison 1936/37 traten der amtierende deutsche Rekordmeister 1. FC Nürnberg gegen das erfolgreichste Team der vergangenen Jahre FC Schalke 04 an – eine Neuauflage des Finales der Saison 1934.
Die Gelsenkirchener siegten wie schon 1934 und nahmen damit erfolgreich Revanche für die in der Vorsaison erlittene Halbfinalniederlage gegen den gleichen Gegner. Für die Schalker war es der 3. Titelgewinn bei ihrer 4. Finalteilnahme, für die Nürnberger bereits ihr 9. Finale. Schalke gewann dann im Winter desselben Jahres auch noch den Tschammerpokal 1937 und holte damit das Double.

## Teilnehmer an der Endrunde
| Verein                   | Qualifiziert als                       |
| SV Hindenburg Allenstein | Meister des Gauliga Ostpreußen         |
| Viktoria Stolp           | Meister der Gauliga Pommern            |
| Hertha BSC               | Meister der Gauliga Berlin-Brandenburg |
| Beuthener SuSV 09        | Meister der Gauliga Schlesien          |
| BC Hartha                | Meister der Gauliga Sachsen            |
| SV Dessau 05             | Meister der Gauliga Mitte              |
| Hamburger SV             | Meister der Gauliga Nordmark           |
| Werder Bremen            | Meister der Gauliga Niedersachsen      |
| FC Schalke 04            | Meister der Gauliga Westfalen          |
| Fortuna Düsseldorf       | Meister der Gauliga Niederrhein        |
| VfR Köln 04 rrh.         | Meister der Gauliga Mittelrhein        |
| Spielverein 06 Kassel    | Meister der Gauliga Hessen             |
| Wormatia Worms           | Meister der Gauliga Südwest            |
| SV Waldhof 07            | Meister der Gauliga Baden              |
| VfB Stuttgart            | Meister der Gauliga Württemberg        |
| 1. FC Nürnberg           | Meister der Gauliga Bayern             |

## Gruppenspiele

### Gruppe A
| Pl. | Verein                   | Sp. | S | U | N | Tore    | Quote | Punkte |
| --- | ------------------------ | --- | - | - | - | ------- | ----- | ------ |
| 1.  | Hamburger SV             | 6   | 6 | 0 | 0 | 027:400 | 6,75  | 12:0   |
| 2.  | BC Hartha                | 6   | 2 | 1 | 3 | 013:170 | 0,76  | 05:70  |
| 3.  | SV Hindenburg Allenstein | 6   | 1 | 2 | 3 | 010:210 | 0,48  | 04:80  |
| 4.  | Beuthener SuSV 09        | 6   | 1 | 1 | 4 | 012:200 | 0,60  | 03:90  |

| Datum          |                          | Ergebnis  | !Stadion                                                |
| -------------- | ------------------------ | --------- | ------------------------------------------------------- |
| 04. April 1937 | Hamburger SV             | 6:0 (2:0) | Beuthener SuSV \|Hamburg, Stadion Hoheluft              |
| 04. April 1937 | SV Hindenburg Allenstein | 1:1 (1:1) | BC Hartha \|Allenstein, Waldstadion                     |
| 11. April 1937 | SV Hindenburg Allenstein | 2:5 (1:3) | Hamburger SV \|Königsberg, Platz am Friedländer Tor     |
| 11. April 1937 | Beuthener SuSV           | 2:4 (0:3) | BC Hartha \|Beuthen, Hindenburg-Stadion                 |
| 18. April 1937 | Beuthener SuSV           | 2:2 (2:0) | SV Hindenburg Allenstein \|Beuthen, Hindenburg-Stadion  |
| 18. April 1937 | BC Hartha                | 0:3 (0:0) | Hamburger SV \|Dresden, Stadion am Ostragehege          |
| 25. April 1937 | BC Hartha                | 2:6 (0:4) | Beuthener SuSV \|Chemnitz, Stadion an der Gellertstraße |
| 25. April 1937 | Hamburger SV             | 6:1 (2:0) | SV Hindenburg Allenstein \|Hamburg, Rothenbaum-Stadion  |
| 06. Mai 1937   | Beuthener SuSV           | 1:4 (1:2) | Hamburger SV \|Beuthen, Hindenburg-Stadion              |
| 09. Mai 1937   | BC Hartha                | 6:2 (2:0) | SV Hindenburg Allenstein \|Hartha, Industrie-Stadion    |
| 16. Mai 1937   | SV Hindenburg Allenstein | 2:1 (0:1) | Beuthener SuSV \|Allenstein, Reiterkaserne              |
| 23. Mai 1937   | Hamburger SV             | 3:0 (1:0) | BC Hartha \|Altona, Altona 93-Stadion                   |

- Hindenburg Allenstein trug seine 3 Heimspiele folgendermaßen aus: Hartha im Stadion Allenburg (Waldstadion), Hamburg im Friedländer-Torplatz in Königsberg, Beuthen im Militärplatz Allenstein (Reiterkaserne) aus.

(Quelle: Kicker – Deutsche Sportillustrierte Nr. 13 vom 31. März 1937 Seite 5 und YouTube-Video über das Waldstadion Allenburg aus Polen)

### Gruppe B
| Pl. | Verein         | Sp. | S | U | N | Tore    | Quote | Punkte |
| --- | -------------- | --- | - | - | - | ------- | ----- | ------ |
| 1.  | FC Schalke 04  | 6   | 5 | 1 | 0 | 031:500 | 6,20  | 11:10  |
| 2.  | Werder Bremen  | 6   | 4 | 1 | 1 | 020:100 | 2,00  | 09:30  |
| 3.  | Hertha BSC     | 6   | 2 | 0 | 4 | 012:130 | 0,92  | 04:80  |
| 4.  | Viktoria Stolp | 6   | 0 | 0 | 6 | 001:360 | 0,03  | 0:12   |

| Datum          |                | Ergebnis    | !Stadion                                                 |
| -------------- | -------------- | ----------- | -------------------------------------------------------- |
| 04. April 1937 | Viktoria Stolp | 0:4 (0:2)   | Hertha BSC \|Stolp, Germania-Platz                       |
| 04. April 1937 | FC Schalke 04  | 5:1 (2:1)   | Werder Bremen \|Gelsenkirchen, Glückauf-Kampfbahn        |
| 11. April 1937 | Werder Bremen  | 5:0 (2:0)   | Viktoria Stolp \|Bremen, Weserstadion                    |
| 11. April 1937 | Hertha BSC     | 1:2 (1:1)   | FC Schalke 04 \|Berlin, Olympiastadion                   |
| 18. April 1937 | Hertha BSC     | 1:3 (0:2)   | Werder Bremen \|Berlin, Poststadion                      |
| 18. April 1937 | Viktoria Stolp | 0:8 (0:4)   | FC Schalke 04 \|Stolp, Germania-Platz                    |
| 25. April 1937 | FC Schalke 04  | 2:1 (1:0)   | Hertha BSC \|Dortmund, Stadion Rote Erde                 |
| 25. April 1937 | Viktoria Stolp | 0:4 (0:1)   | Werder Bremen \|Stettin, Preußen-Platz                   |
| 09. Mai 1937   | FC Schalke 04  | 12:0 (8:0)0 | Viktoria Stolp \|Bochum, Stadion an der Castroper Straße |
| 09. Mai 1937   | Werder Bremen  | 5:2 (3:1)   | Hertha BSC \|Braunschweig, Eintracht-Stadion             |
| 23. Mai 1937   | Werder Bremen  | 2:2 (1:0)   | FC Schalke 04 \|Bremen, Weserstadion                     |
| 23. Mai 1937   | Hertha BSC     | 3:1 (2:1)   | Viktoria Stolp \|Berlin, Stadion am Gesundbrunnen        |

### Gruppe C
| Pl. | Verein         | Sp. | S | U | N | Tore    | Quote | Punkte |
| --- | -------------- | --- | - | - | - | ------- | ----- | ------ |
| 1.  | VfB Stuttgart  | 6   | 4 | 1 | 1 | 012:300 | 4,00  | 09:30  |
| 2.  | Wormatia Worms | 6   | 4 | 1 | 1 | 011:300 | 3,67  | 09:30  |
| 3.  | SV Dessau 05   | 6   | 2 | 0 | 4 | 006:120 | 0,50  | 04:80  |
| 4.  | SV 06 Kassel   | 6   | 1 | 0 | 5 | 007:180 | 0,39  | 02:10  |

| Datum          |                | Ergebnis  | !Stadion                                                                        |
| -------------- | -------------- | --------- | ------------------------------------------------------------------------------- |
| 04. April 1937 | VfB Stuttgart  | 3:0 (1:0) | SV 06 Kassel \|Stuttgart, VfB-Platz                                             |
| 04. April 1937 | Wormatia Worms | 1:0 (0:0) | SV Dessau 05 \|Worms, Wormatia-Stadion                                          |
| 11. April 1937 | SV 06 Kassel   | 1:3 (1:1) | Wormatia Worms \|Hanau, Stadion an der Aschaffenburger Straße                   |
| 11. April 1937 | SV Dessau 05   | 2:1 (2:0) | VfB Stuttgart \|Halle (Saale), Stadion an der Krosigkstr.(St.am Zoo – Halle 96) |
| 18. April 1937 | SV 06 Kassel   | 2:0 (1:0) | SV Dessau 05 \|Kassel, Kurhessen-Platz                                          |
| 18. April 1937 | VfB Stuttgart  | 0:0       | Wormatia Worms \|Stuttgart, Adolf-Hitler-Kampfbahn                              |
| 25. April 1937 | VfB Stuttgart  | 2:0 (1:0) | SV Dessau 05 \|Heilbronn, Städtisches Stadion                                   |
| 25. April 1937 | Wormatia Worms | 3:1 (1:0) | SV 06 Kassel \|Worms, Wormatia-Stadion                                          |
| 09. Mai 1937   | SV Dessau 05   | 4:2 (3:1) | SV 06 Kassel \|Halle (Saale), Mitteldeutsche Kampfbahn                          |
| 09. Mai 1937   | Wormatia Worms | 0:1 (0:0) | VfB Stuttgart \|Frankfurt am Main, Waldstadion                                  |
| 23. Mai 1937   | SV 06 Kassel   | 1:5 (1:3) | VfB Stuttgart \|Kassel, Hinter den 3 Brücken(SV 06 Kassel)                      |
| 23. Mai 1937   | SV Dessau 05   | 0:4 (0:0) | Wormatia Worms \|Dessau, Schillerpark                                           |

- Das Spiel am 4.April 37 Stuttgart : Kassel fand nicht im großen Stadion statt , sondern auf dem VfB -Platz .

(Quelle : Kicker Nr.13 ;Seite 18 und Kicker 32 vom 10.August 37 , Seite 3 (VfB Platz))
- Das Spiel am 11. April 37 Dessau: Stuttgart fand auf dem 98-Platz in Halle statt.

(Quelle: Kicker, Nr. 13, Seite 18)
- Das Spiel am 23. Mai 37 Kassel: Stuttgart fand auf den Spielvereinigungplatz (SV 06 Kassel) statt.

(Quelle: Kicker, Nr. 13, Seite 18)

### Gruppe D
| Pl. | Verein             | Sp. | S | U | N | Tore    | Quote | Punkte |
| --- | ------------------ | --- | - | - | - | ------- | ----- | ------ |
| 1.  | 1. FC Nürnberg     | 6   | 5 | 1 | 0 | 018:400 | 4,50  | 11:10  |
| 2.  | Fortuna Düsseldorf | 6   | 3 | 0 | 3 | 009:800 | 1,13  | 06:60  |
| 3.  | SV Waldhof 07      | 6   | 2 | 1 | 3 | 006:140 | 0,43  | 05:70  |
| 4.  | VfR Köln 04        | 6   | 1 | 0 | 5 | 004:110 | 0,36  | 02:10  |

| Datum          |                    | Ergebnis  | !Stadion                                                    |
| -------------- | ------------------ | --------- | ----------------------------------------------------------- |
| 04. April 1937 | SV Waldhof 07      | 1:4 (0:3) | 1. FC Nürnberg \|Mannheim, Stadion                          |
| 11. April 1937 | Fortuna Düsseldorf | 2:1 (1:0) | SV Waldhof 07 \|Oberhausen, Stadion Niederrhein             |
| 11. April 1937 | 1. FC Nürnberg     | 3:1 (2:0) | VfR Köln 04 \|Nürnberg, Zabo                                |
| 18. April 1937 | Fort. Düsseldorf   | 1:3 (0:1) | 1. FC Nürnberg \|Düsseldorf, Rheinstadion                   |
| 18. April 1937 | VfR Köln 04        | 0:1 (0:1) | SV Waldhof 07 \|Koblenz, Stadion Oberwerth                  |
| 25. April 1937 | VfR Köln 04        | 0:1 (0:1) | 1. FC Nürnberg \|Köln, Müngersdorfer Stadion                |
| 25. April 1937 | SV Waldhof 07      | 1:1 (1:1) | Fortuna Düsseldorf \|Mannheim, Stadion                      |
| 02. Mai 1937   | Fortuna Düsseldorf | 0:2 (0:1) | VfR Köln 04 \|Düsseldorf, Flinger Broich                    |
| 09. Mai 1937   | 1. FC Nürnberg     | 0:0       | Fortuna Düsseldorf \|Nürnberg, Stadion Nürnberg             |
| 09. Mai 1937   | SV Waldhof 07      | 1:0 (0:0) | VfR Köln 04 \|Karlsruhe, KFV-Platz an der Telegrafenkaserne |
| 23. Mai 1937   | 1. FC Nürnberg     | 7:1 (3:1) | SV Waldhof 07 \|München, Heinrich-Zisch-Stadion             |
| 23. Mai 1937   | VfR Köln 04        | 1:5 (1:2) | Fortuna Düsseldorf \|Köln, Stadion Höhenberg                |

- Das Spiel Nürnberg: Düsseldorf fand im Stadion Nürnberg statt.

(Quelle: Kicker, Nr. 13, Seite 19)

## Halbfinale
| Datum        |                | Ergebnis  | !Stadion                                       |
| ------------ | -------------- | --------- | ---------------------------------------------- |
| 6. Juni 1937 | 1. FC Nürnberg | 3:2 (2:0) | Hamburger SV \|Berlin, Olympiastadion          |
| 6. Juni 1937 | FC Schalke 04  | 4:2 (1:1) | VfB Stuttgart \|\| Köln, Müngersdorfer Stadion |

## Spiel um Platz 3
| Datum         |               | Ergebnis  | !Stadion                                      |
| ------------- | ------------- | --------- | --------------------------------------------- |
| 20. Juni 1937 | VfB Stuttgart | 1:0 (0:0) | Hamburger SV \|Leipzig, Probstheidaer Stadion |

## Finale
| FC Schalke 04                                     | FC Schalke 04 | 1. FC Nürnberg | 1. FC Nürnberg |
| ------------------------------------------------- | --- | --- | -------------- |
| FC Schalke 04                                     | \| Sonntag, 20. Juni 1937 in Berlin (Olympiastadion) \| \| Ergebnis: 2:0 (1:0) \| \| Zuschauer: 101.000 \| \| Schiedsrichter: Alfred Birlem (Berlin) \|                                                     | \| Sonntag, 20. Juni 1937 in Berlin (Olympiastadion) \| \| Ergebnis: 2:0 (1:0) \| \| Zuschauer: 101.000 \| \| Schiedsrichter: Alfred Birlem (Berlin) \|                                       | 1. FC Nürnberg |
| FC Schalke 04                                     | Hans Klodt – Hans Bornemann, Otto Schweisfurth – Rudolf Gellesch, Otto Tibulsky, Walter Berg – Ernst Kalwitzki, Fritz Szepan, Ernst Poertgen, Ernst Kuzorra, Adolf Urban Cheftrainer: Hans „Bumbes“ Schmidt | Georg Köhl – Willi Billmann, Andreas Munkert – Hans Uebelein, Heinz Carolin, Richard Oehm – Karl Gußner, Max Eiberger, Georg Friedel, Josef Schmitt, Julius Uebelein Cheftrainer: György Orth | 1. FC Nürnberg |
| FC Schalke 04                                     | 1:0 Poertgen (26.) 2:0 Kalwitzki (81.) | | 1. FC Nürnberg |
| Sonntag, 20. Juni 1937 in Berlin (Olympiastadion) | | |                |
| Ergebnis: 2:0 (1:0)                               | | |                |
| Zuschauer: 101.000                                | | |                |
| Schiedsrichter: Alfred Birlem (Berlin)            | | |                |